# 半田市立半田中学校
半田市立半田中学校（はんだしりつ はんだちゅうがっこう）は、愛知県半田市にある公立中学校。
1947年（昭和22年）に開校した公立中学校である。通称は半中（はんちゅう）。半田市立半田小学校、半田市立さくら小学校、半田市立岩滑小学校および半田市立雁宿小学校を通学区域としていた生徒が通う。

## 沿革
- 1947年（昭和22年）4月  - 開校。
- 1948年（昭和23年）1月 - 新制中学校の実験学校の指定を受ける。
- 1950年（昭和25年）4月8日  - 文部省より学校図書館優良校として推薦される。
- 1954年（昭和29年）1月 - 東海三県学校図書館コンクールで文部大臣賞杯を受賞する。
- 1981年（昭和56年）11月  - 県学校保健活動優良校の表彰を受ける。
- 1991年（平成3年）4月 - 愛知県より福祉協力校の指定を受ける。
- 1995年（平成7年）4月  - 文部省より道徳教育推進校の指定を受ける。

## 学校行事
| - 4月 入学式、離任式 - 5月 生徒総会 - 6月 修学旅行（3年） | - 7月 終業式 - 8月 職場体験学習（2年） - 9月 始業式、野外活動(1年) | - 10月 双鳩祭（体育祭・文化祭） - 11月 - 12月 合唱コンクール、終業式 | - 1月 始業式 - 2月 分散研修（2年） - 3月 卒業式、生徒総会、修了式 |

## 生徒会活動
- 生活委員会
- 保健委員会
- 交通安全委員会
- 環境委員会
- 給食委員会
- 図書委員会
- 広報委員会
- 放送委員会

## 部活動
- 運動系部活動
  - 野球部　男子
  - ソフトボール部　女子
  - サッカー部　男女
  - バスケットボール部　男女別
  - バレーボール部　男女別
  - 卓球部　男女共
  - バドミントン部　男女共
  - 新体操部　男女別
  - ソフトテニス部　男女別
  - 水泳部　男女共
  - 剣道部　男女共
  - 柔道部　男女共
- 文化系部活動　（合唱部は女子

その他文化部全て男女共）
- - 合唱部
  - 美術部
  - パソコン部
  - 吹奏楽部
  - 家庭科部

## 交通アクセス
- 名鉄河和線 住吉町駅から徒歩約5分。
- 名鉄河和線 半田口駅から徒歩約5分。
- JR武豊線 半田駅から徒歩約15分。

## 主な出身者
- 榊原純夫 - 元半田市長[1]